# Aufenau
Aufenau is een plaats in de Duitse gemeente Wächtersbach, deelstaat Hessen, en telt 2500 inwoners (2006).